# الغسانية (عين العرب)
الغسانية أو حلنج بالكردية (بالكردية: Helinc‏) قرية سوريّة تتبع إداريّاً لمحافظة حلب منطقة عين العرب ناحية مركز عين العرب، بلغ تعداد سكانها 1,386 نسمة حسب التعداد السكاني لعام 2004.